# Stazione di San Martino della Battaglia
La stazione di San Martino della Battaglia era una fermata ferroviaria posta lungo la linea ferroviaria Milano-Venezia, a servizio di San Martino della Battaglia, frazione di Desenzano del Garda e, prima del 1926, di Rivoltella sul Garda. Venne chiusa al servizio viaggiatori nel 1991.

## Storia
La stazione fu aperta all'esercizio nel 1854, insieme all'apertura del tronco ferroviario Verona-Brescia, con la denominazione di Pozzolengo, pur trovandosi in territorio di Rivoltella sul Garda. Nel 1880, su richiesta del Comitato per il Monumento a Vittorio Emanuele II, la Società per le Ferrovie dell'Alta Italia (SFAI) cambiò il nome della stazione in San Martino della Battaglia.
Durante la prima guerra mondiale fu capolinea del raccordo che aggirava la stazione di Desenzano e il viadotto ferroviario e che la congiungeva a Lonato. Il raccordo fu riattivato durante la seconda guerra mondiale e impiegato tra il 1944 e il 1947 dopo la distruzione del viadotto desenzanese a causa dei bombardamenti degli anglo-americani.
La stazione rimase in funzione fino al 1º giugno 1991.

## Strutture e impianti
Il fabbricato viaggiatori è una struttura in muratura e a pianta rettangolare affiancata da due ali, entrambe sovrastate da un terrazzo.
Era presente uno scalo merci con annesso magazzino e piano caricatore.